# Tsai Yin-feng
Tsai Yin-feng (chiń. trad. 蔡盈鳳; pinyin Cài Yíngfèng; ur. 6 listopada 1984 w Tajpej) – tajwańska siatkarka grająca na pozycji środkowej. Obecnie występuje w drużynie Taiwan Power.